# ステファニア・ヴォイトヴィチ
ステファニア・ヴォイトヴィチ（ポーランド語: Stefania Woytowicz、1922年10月8日 - 2005年8月31日）は、ポーランドを代表する最も優れた声楽家（ソプラノ）のひとりである。

## 生涯
ヴォイトヴィチは、1922年に現在はウクライナ領となっているポジーリャのカームヤネツィ＝ポジーリシクィイ（ポーランド語ではカミェニェツ＝ポドルスキ）に近い、オルィーニンで生まれた。作曲家ボレスワフ・ヴォイトヴィチは、20歳以上も歳の離れた兄である。
クラクフの音楽学校に学び、スタニスワヴァ・ザヴァツカに師事した。1950年、ポズナンのバッハ・コンクールで第1位となった。1951年にライプツィヒのバッハ・コンクール、さらに1954年にはプラハの春国際音楽コンクールでも第1位となり、本格的なキャリアを歩み始めた。ヴォイトヴィチは、欧州諸国のみならず、アメリカ合衆国、オーストラリア、ニュージーランド、極東でも公演し、欧州の主だった音楽祭などにも参加した。彼女がレパートリーとした歌曲には、独唱、重唱、カンタータ、オラトリオなどが含まれ、もっぱらコンサート形式で公演を行ったが、オペラへの出演は拒んだ。
1980年代には、ワルシャワの Duszpasterstwie Środowisk Twórczych（団体名：「創造的環境の聖職者」の意）に関わり、音楽を通した慈善活動に従事した。1985年には教皇ヨハネ・パウロ2世のために、イタリアのカステル・ガンドルフォでコンサートを行った。
ヴォイトヴィチは、ワルシャワで開催される現代音楽祭「ワルシャワの秋」には何度も参加し、カロル・シマノフスキ、クシシュトフ・ペンデレツキ、タデウシュ・バイルト、ヘンリク・グレツキ、ボレスワフ・シャベルスキ、クシシュトフ・メイエル、エドヴァルト・ボグスワフスキらの作品を歌った。彼女はまた、ラジオやテレビへの出演、レコードの録音も多数行なっていた。ヴォイトヴィチは、グレツキの交響曲第3番「悲しみの歌の交響曲」を最初に歌い、3つのレコード会社から、それぞれ別のオーケストラ、指揮者と共演してレコードを出した。1977年から1992年まで、ワルシャワ音楽協会の会長を務めた。
2005年8月31日、ワルシャワで死去し、当地で埋葬された。